# Sika Anoaʻi
Pola'ivao Leati Sika Amituana'i Anoa'i (5. dubna 1945 – 25. června 2024), známý jako Sika Anoaʻi, byl samojsko-americký profesionální zápasník. Jeho syn Roman Reigns je rovněž profesionální wresteler.
Proslavil se působením v tag týmu Wild Samoans, kde zápasil se svým starším bratrem Afou. Společně třikrát získali titul WWF World Tag Team Championship. V roce 2007 byli oba uvedeni do síně slávy WWE a v roce 2012 do síně slávy profesionálního wrestlingu.

## Osobní život
Od roku 1960 byl ženatý s Patricií Hookerovou. Žili ale odděleně. Měli spolu čtyři děti. Jejich nejstarší syn Matt (1970–2017) působil ve WWE pod přezdívkou Rosey. Mladší syn Joseph hrál v letech 2003 až 2006 univerzitní fotbal za Georgia Tech a v roce 2010 zahájil kariéru profesionálního wrestlera. Začal používat přezdívku Roman Reigns a ve společnosti se několikrát stal světovým šampionem.

### Smrt
Zemřel 25. června roku 2024 ve věku 79 let.
Necelé dva měsíce po jeho smrti zemřel i jeho bratr Afa Anoaʻi.

## Ocenění a úspěchy
- Big Time Wrestling
  - NWA World Tag Team Championship (2x)
- Continental Wrestling Association
  - AWA Southern Tag Team Championship (1x)
- Georgia Championship Wrestling
  - NWA National Tag Team Championship (1x)
- Gulf Coast Championship Wrestling
  - NWA Gulf Coast Tag Team Championship (2x)
- International Wrestling Enterprise
  - IWA Tag Team Championship (1x)
- Mid-South Wrestling
  - Mid-South Tag Team Championship (3x)
- NWA All-Star Wrestling
  - NWA Canadian Tag Team Championship (1x)
- NWA Mid-America
  - NWA United States Tag Team Championship (1x)
- Pro Wrestling Illustrated
  - PWI ranked him # 462 of the 500 best singles wrestlers of the "PWI Years" in 2003
  - PWI ranked him # 93 of the 100 best tag teams of the "PWI Years" with Afa in 2003
- Professional Wrestling Hall of Fame
  - (2012)
- Stampede Wrestling
  - Stampede International Tag Team Championship (2x)
- World Wrestling Council
  - WWC North American Tag Team Championship (1x)
- World Wrestling Entertainment/World Wrestling Federation
  - WWE Hall of Fame (2007)
  - WWF World Tag Team Championship (3x)